# Kocurypelta

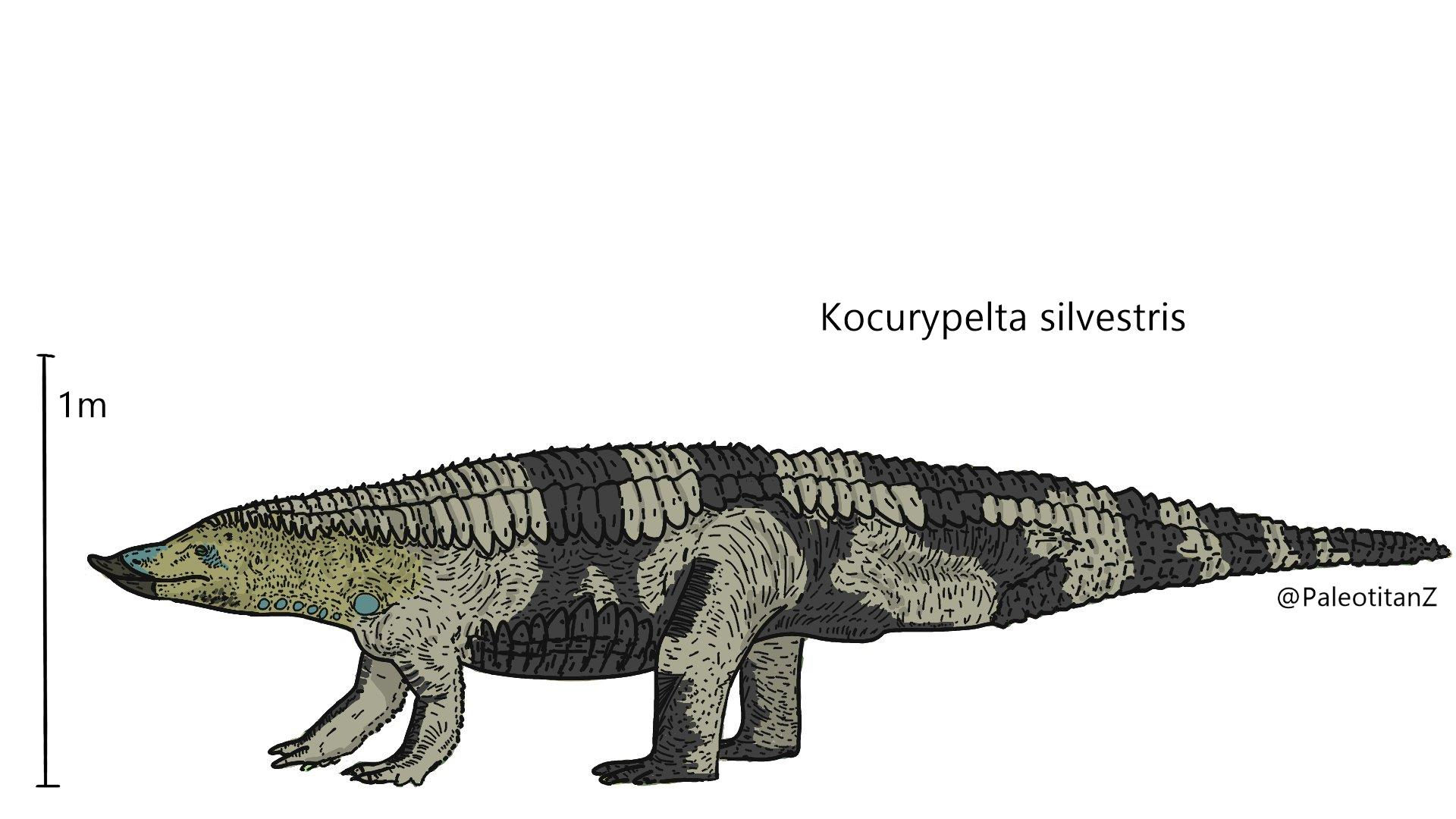
Rekonstrukcja Kocurypelta silvestris

Kocurypelta – wymarły rodzaj aetozaura o nietypowym zgryzie (mało zębów, przesuniętych w przednią część czaszki) żyjącego w okresie późnotriasowym. Gatunek typowy: Kocurypelta silvestris (łac. leśny pancerz z Kocur).